# 시무라 고로
시무라 고로(일본어: 志村五郎, 1930년 2월 23일 ~ 2019년 5월 3일)는 일본의 수학자이다. 페르마의 마지막 정리의 일반화된 경우인 모듈러성 정리를 추론한 것으로 유명하다.

## 생애
시무라 고로는 1930년 2월 23일 일본 하마마쓰에서 태어났다. 1952년 도쿄 대학교 수학과를 졸업하였으며, 1958년에 도쿄 대학교에서 수학 박사 학위를 취득했다.
대학원 도중에는 도교 대학에서 강의를 했으며 박사 학위 취득과 동시에 프랑스 파리의 프랑스 국립과학연구센터(CNRS)에서 10개월 동안 연구원을 했다. 그리고 미국 프린스턴 고등 연구소에서 7개월 동안 연구했다. 다시 도쿄로 돌아온 뒤에는 이시구로 치카코와 결혼을 했다. 행정 업무보다 연구에 더 집중하기 위해 도쿄 대학을 떠나 오사카 대학 교수진에 합류하였지만, 열악한 일본의 상황에 만족하지 못하여 앙드레 베유의 추천을 통해 1964년에는 프린스턴 대학교의 교수가 되었다. 이후 30년 이상 프린스턴 대학교 수학과에 재직하면서 28명이 넘는 박사 과정 학생을 지도했다. 1999년에는 프린스턴 대학교에서 은퇴하여 명예 교수가 되었다.
1977년 콜 상, 1991년 아사히 상, 1996년에는 스틸 상을 수상했다. 2019년 5월 3일 뉴저지 주 프린스턴에서 89세의 나이로 사망했다.

## 저서

### 수학 관련
- Shimura, Goro; Taniyama, Yutaka (1961), 《Complex multiplication of abelian varieties and its applications to number theory》, Publications of the Mathematical Society of Japan 6, Tokyo: The Mathematical Society of Japan, MR 0125113 이후 Shimura (1997)로 확장 및 재출판.
- Shimura, Goro (1968). 《Automorphic Functions and Number Theory》. Lecture Notes in Mathematics, Vol. 54. Springer. ISBN 978-3-540-04224-2.
- Shimura, Goro (1971년 8월 1일). 《Introduction to the Arithmetic Theory of Automorphic Functions》. Princeton University Press. ISBN 978-0-691-08092-5.
- Shimura, Goro (1997년 7월 1일). 《Euler Products and Eisenstein Series》. CBMS Regional Conference Series in Mathematics. American Mathematical Society. ISBN 978-0-8218-0574-9.
- Shimura, Goro (1997). 《Abelian Varieties with Complex Multiplication and Modular Functions》. Princeton University Press. ISBN 978-0-691-01656-6.[5] Shimura & Taniyama (1961)의 확장판.
- Shimura, Goro (2000년 8월 22일). 《Arithmeticity in the Theory of Automorphic Forms》. Mathematical Surveys and Monographs. American Mathematical Society. ISBN 978-0-8218-2671-3.[6]
- Shimura, Goro (2004년 3월 1일). 《Arithmetic and Analytic Theories of Quadratic Forms and Clifford Groups》. Mathematical Surveys and Monographs. American Mathematical Society. ISBN 978-0-8218-3573-9.
- Shimura, Goro (2007). 《Elementary Dirichlet Series and Modular Forms》. Springer Monographs in Mathematics. Springer. ISBN 978-0-387-72473-7.
- Shimura, Goro (2010년 7월 15일). 《Arithmetic of Quadratic Forms》. Springer Monographs in Mathematics. Springer. ISBN 978-1-4419-1731-7.

### 대중 서적
- Shimura, Goro (2008년 6월 1일). 《The Story of Imari: The Symbols and Mysteries of Antique Japanese Porcelain》. Ten Speed Press. ISBN 978-1-58008-896-1.
- 志村五郎 (2008년 6월 25일). 《記憶の切繪図》 [기억의 기리에즈] (일본어). 筑摩書房. ISBN 978-4-480-86069-9.
- Shimura, Goro (2008년 9월 5일). 《The Map of My Life》. Berlin: Springer-Verlag. ISBN 978-0-387-79714-4. MR 2442779.
  - 시무라 고로 (2022년 5월 13일). 《수학자의 지도》. 이끼미디어. 372쪽. ISBN 979-11-972549-1-8.

### 논문집
- Shimura, Goro (2002). 《Collected Papers》. I: 1954–1965. Springer. ISBN 978-0-387-95406-6.
- Shimura, Goro (2002). 《Collected Papers》. II: 1967–1977. Springer. ISBN 978-0-387-95416-5.
- Shimura, Goro (2003). 《Collected Papers》. III: 1978–1988. Springer. ISBN 978-0-387-95417-2.
- Shimura, Goro (2003). 《Collected Papers》. IV: 1989–2001. Springer. ISBN 978-0-387-95418-9.